# Парк Нескорених
Парк Нескорених — міський парк, розташований у Солом'янському районі міста Києва, вздовж Борщагівської вулиці, за 28-м корпусом Київського політехнічного інституту.

## Історія

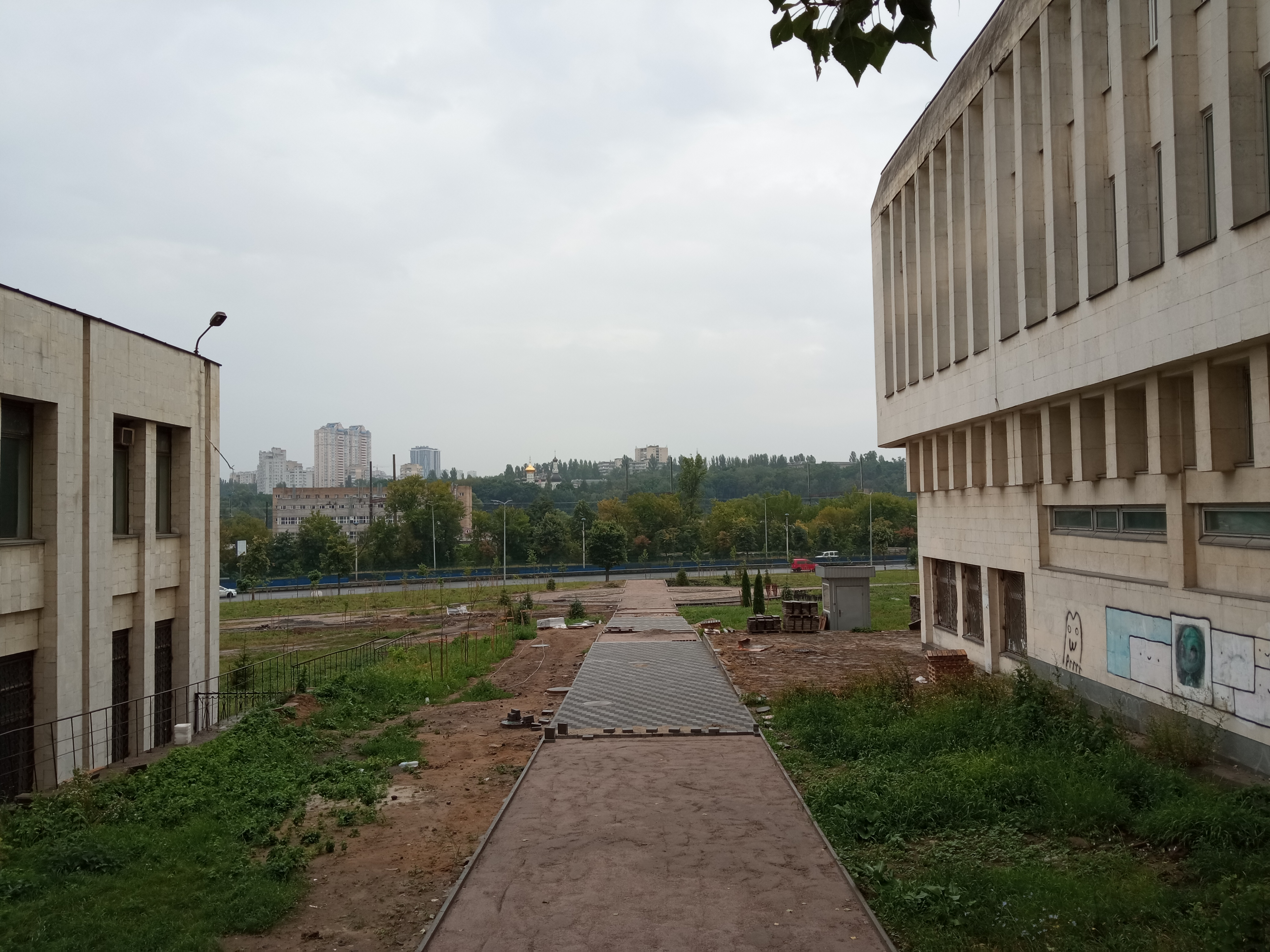
Парк Нескорених у 2021 році

Парк було закладено 21 жовтня 2021 року, коли пройшла перша акція висадження перших його дерев. Організатори назвали її «Посади власне дерево» й учасники на щойно розпланованому пустирі висадили кілька сотень молоденьких дерев.
У висадці зелених насаджень брали участь студенти територіальної оборони, викладачі та співробітники КПІ імені Ігоря Сікорського, активісти профспілкового комітету, студентської ради, студентського парламенту та асоціації випускників КПІ.
Було висаджено понад 600 дерев, зокрема піхти, туї західні, клени гостролисті, сріблясті та «Явір», береза бородавчаста, дуби звичайний та червоний, ялина звичайна. блакитна та срібляста, липи звичайні, черемуха віргінська та сакури «Бургунді».

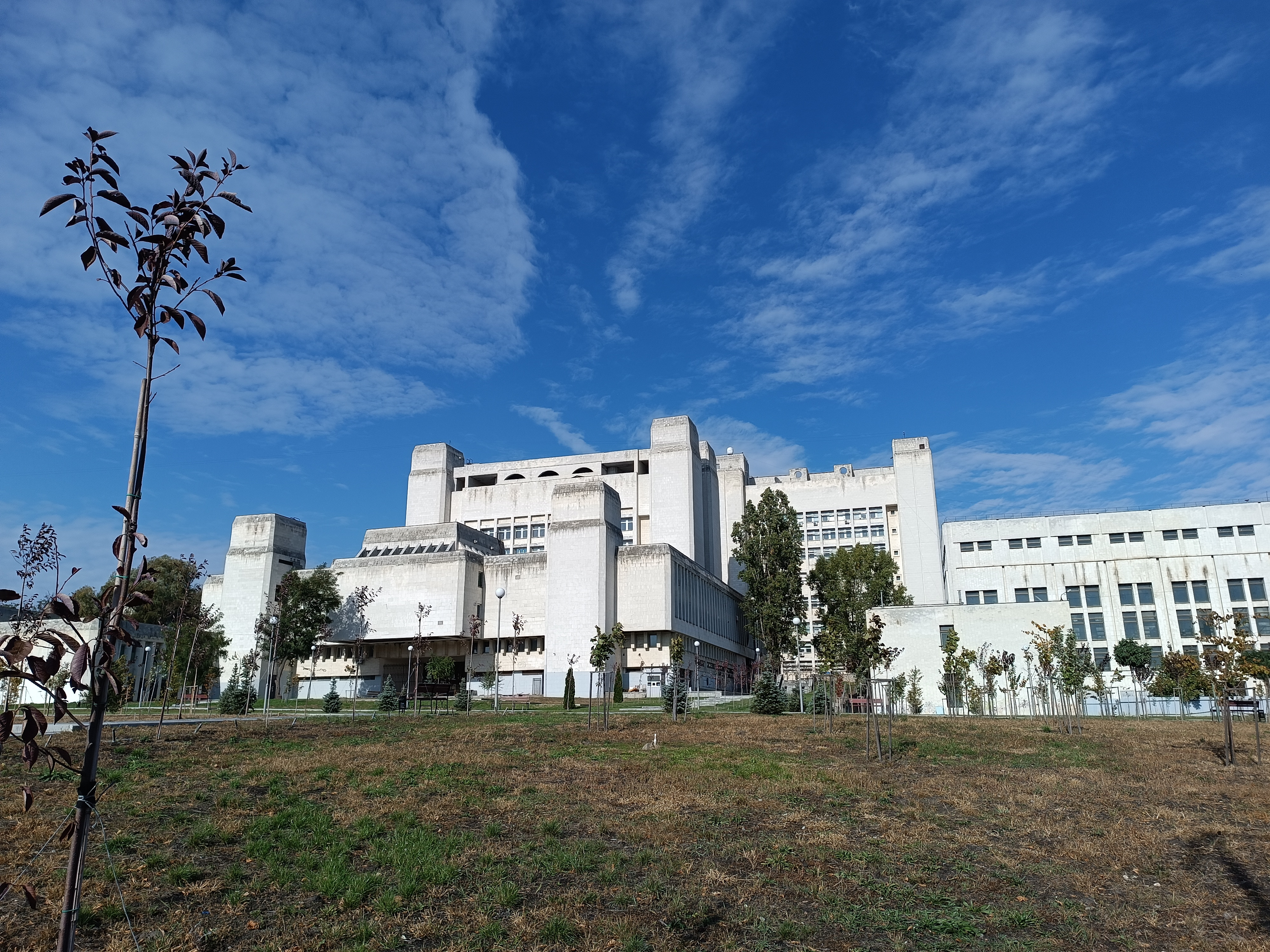
Парк Нескорених, 2023 рік

Церемонія відкриття нового парку відбулася 29 серпня 2023 року.
Згодом з’явилася ідея нанести патріотичний мурал на 9 корпусі перед парком. Виділить на це кошти пообіцяла Соломʼянська РДА.
Студенти і студентки КПІ виступили проти такої інициативи, оскільки з повагою ставляться до модерністської архітектури корпусу.